# Lávka (Brandýs nad Orlicí)
Ocelová lávka vedoucí přes Tichou Orlici se nalézá u fotbalového hřiště na cyklostezce spojující města Brandýs nad Orlicí a Ústí nad Orlicí. Lávka je od 13. prosince 2008 chráněna jako nemovitá kulturní památka ČR.

## Historie
Ocelová lávka byla původně postavena v letech 1900–1902 na nádraží v České Třebové, kde byla původně součástí přechodové lávky nad českotřebovským nádražím a usnadňovala zaměstnancům dílen a výtopny snadnější přístup na svá pracoviště. Okolo roku 1925 bylo jedno pole této lávky odprodáno do Brandýsa nad Orlicí k přemostění Tiché Orlice.

## Popis
Jedná se o ocelovou nýtovanou lávku se spodní mostovkou tvořenou fošnami. Lávka je sestavena ze dvou příhradových obloukových vazníků s rovnou základnou tvořenou dvěma svařenými ocelovými I nosníky. Oba vazníky jsou mezi sebou v mostovce spojeny ocelovými úhelníky kladenými ve tvaru ondřejských křížů v pravidelných čtvercových polích. Horní oblouky obou vazníků jsou rovněž navzájem mezi sebou spojeny ocelovou příhradovinou snýtovanou z ocelových úhelníků a pásů.
Celou konstrukci lávky nesou základové betonové patky vystupující nad terén. Nástupní plochu na most v současné době umožňují šikmé plošiny vytvořené ocelovými nosníky, mezi něž jsou kladeny betonové dlaždice.